# Egenmäktighet med barn
Egenmäktighet med barn är ett brott enligt 7 kap 4 § Brottsbalken.
Det typiska för brottet är att en förälder egenmäktigt hindrar barn från att vistas hos den förälder som har vårdnaden. Om föräldrarna har gemensam vårdnad är det straffbart att bortföra barnet eller för vårdnadshavare att ta sig själv rätt och ”röva tillbaks” barn om inte det finns beaktansvärda skäl. Även annan än förälder kan göra sig skyldig till detta brott.
Straffbestämmelsen tillämpas också i det fall där barnet vårdas med stöd av lagen (1990:52) med särskilda bestämmelser om vård av unga.
Prövningen av vad som bör hänföras till beaktansvärda skäl för en gärning ska ske med utgångspunkt i överväganden rörande barnets bästa med bortseende från vårdnadshavarnas egna intressen av att ha barnet hos sig. Själva gärningen innebär att barnet förs bort från den miljö där det vistas och över till en annan miljö enligt NJA 1983 s 750.
Att vid gemensam vårdnad, mot den andra vårdnadshavarens vilja, hålla kvar ett barn på en plats dit barnet rest med båda vårdnadshavarnas samtycke, har inte ansetts vara att bedöma som ett sådant bortförande som är straffbelagt enligt Svea hovrätt i RH 1999:68. Medan tingsrätten hade dömt den som kvarhöll barnet till grovt brott ansåg en oenig hovrätt att det i lagtexten och förberedelserna till lagen fanns hinder för att föra bort ett barn utan gemensam tillåtelse, men att inget fanns där om att "kvarhålla".
Den som dömts kan också dömas att utge skadestånd såväl till barnet som till vårdnadshavaren enligt Hovrätten för Övre Norrland i RH 2006:75.
Påföljden är böter eller fängelse högst ett år; vid grovt brott fängelse, lägst sex månader och högst fyra år.